# 스가와라 지에코
스가와라 지에코(일본어: 菅原 千恵子, すがわら ちえこ, 1976년 8월 15일 ~ )는 일본의 펜싱 선수로 주 종목은 플뢰레이다. 그녀는 2004년, 2008년, 2012년 하계 올림픽에 참가하였다.